# 黒薙駅
黒薙駅（くろなぎえき）は、富山県黒部市宇奈月町音澤にある黒部峡谷鉄道本線の駅。

## 歴史
- 1927年（昭和2年） - 日本電力の専用鉄道として線路が開通。通称「後曳駅」。元来、林道であったものを鉄道としたのである。ちなみに柳河原発電所の本体が完成した年である。
- 1953年（昭和28年）11月16日 - 関西電力により、後曳駅（あとびきえき）として旅客駅が開業[1]。
- 年月日不明 - 黒薙駅に改称[1]。
- 1971年（昭和46年）
  - 5月4日 - 黒部峡谷鉄道が設立[2][3]、同社の駅となる。
  - 7月1日 - 黒部峡谷鉄道が運行を開始。

## 駅構造
単式ホーム1面1線を有する地上駅で、行き違い設備のない有人駅。一般旅客駅であるが、関西電力の専用列車も停車する（専用列車への一般旅客の乗降はできない）。プラットホームの一部は黒薙川に架かる鉄橋「後曳橋」の上にある。当駅から欅平駅の区間は中部山岳国立公園の特別地域となる。
見通しが悪いため駅員が配置されているが、乗車券の販売業務は行っていない。また、当駅発の乗車券の事前予約もできない。この駅から利用する旅客は、係員から利用車両の等級が記された乗車駅証明書を受け取り、着駅で精算する。
黒薙川上流の黒薙第二発電所および新黒薙第二発電所、二見取水堰堤へ向かう関西電力黒部専用鉄道の黒薙支線が分岐しており、ホームから支線のトンネルが見える。このトンネルは列車の運行回数が少ないので、以前は駅員の許可を受けることにより、このトンネルを黒薙温泉への近道として使用することができたが、2009年以降は保安上の理由で、一般旅客の立入りは一切できなくなった。

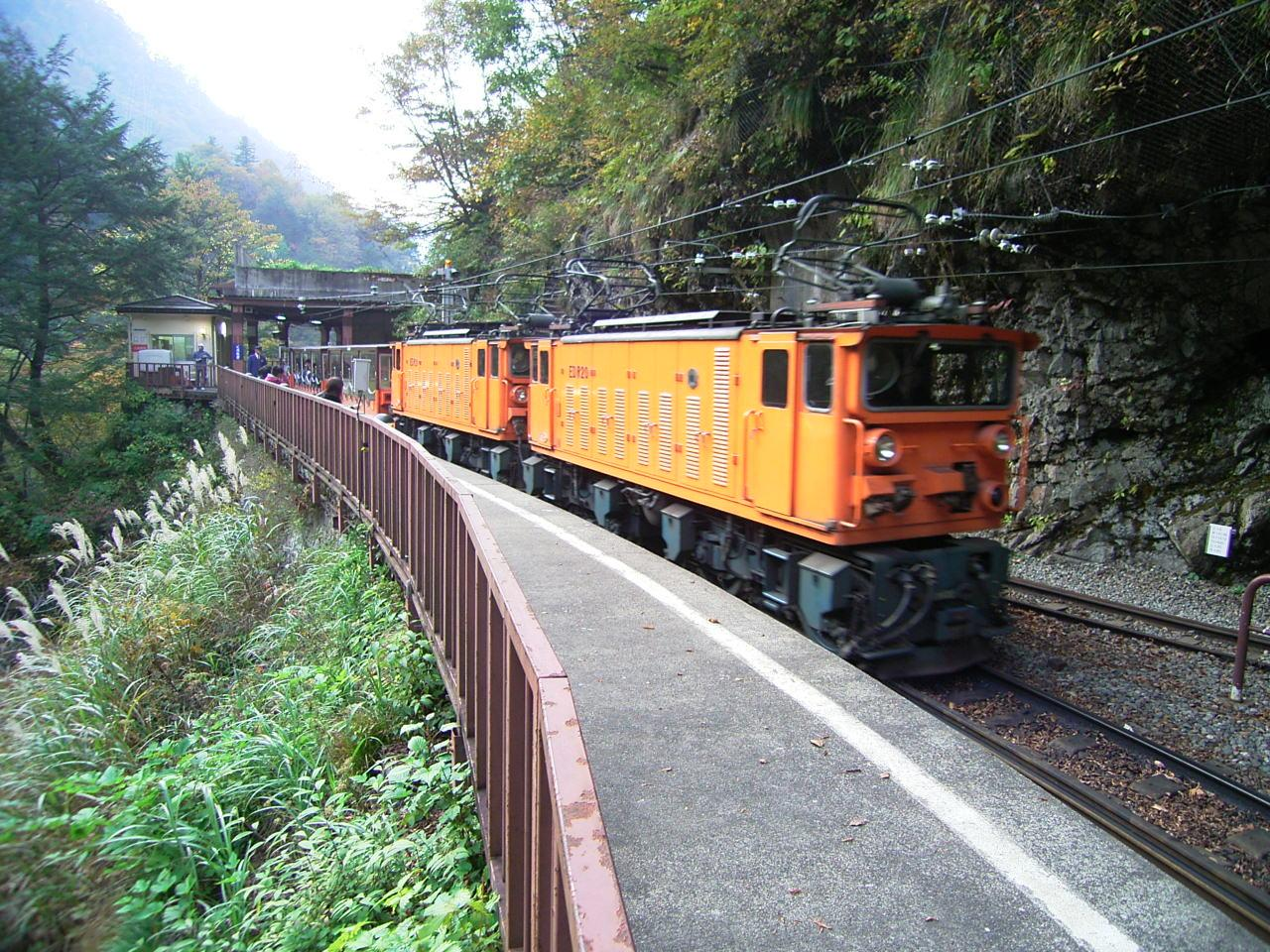
欅平駅側のホーム端より
駅名標
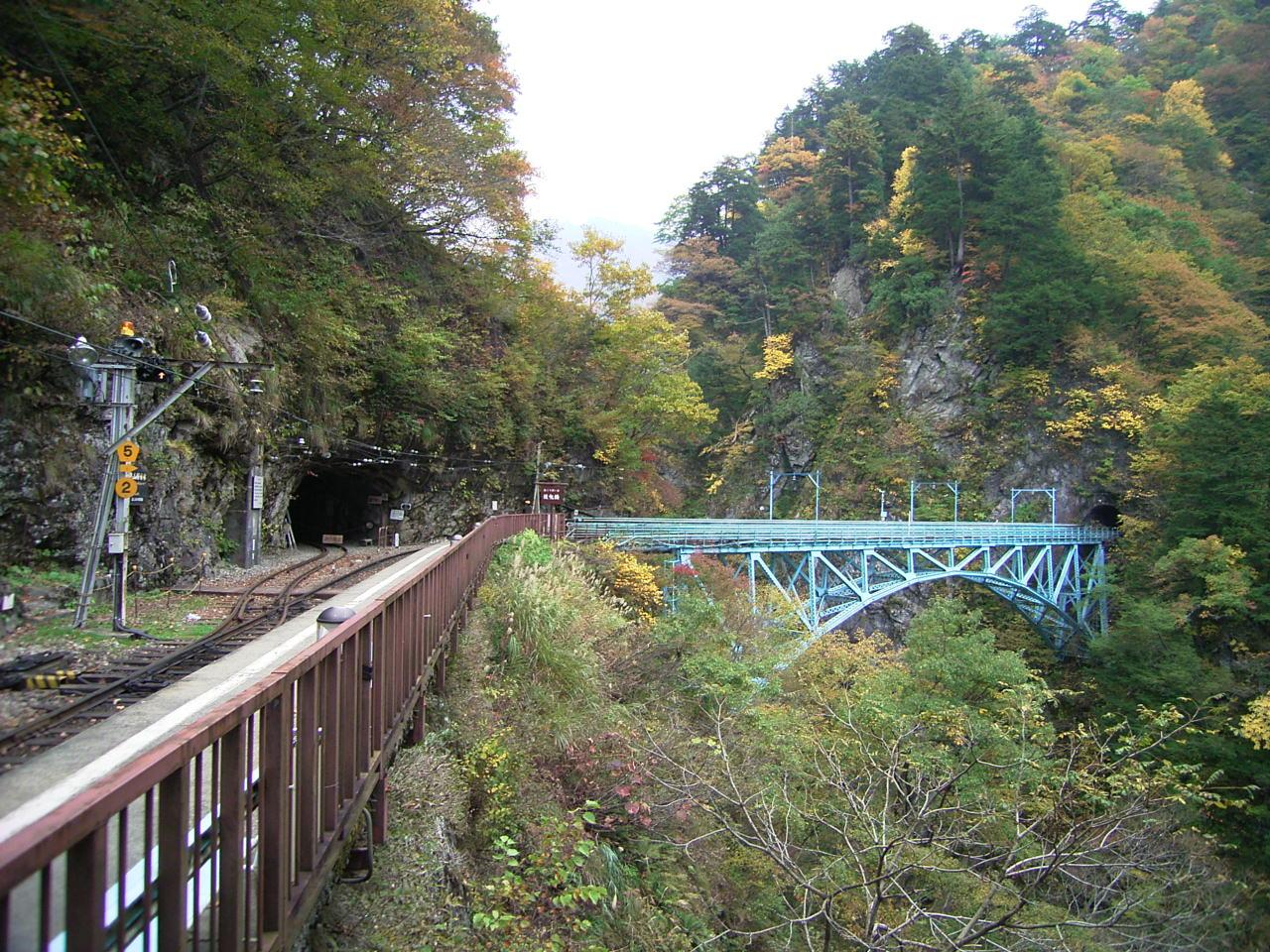
ホーム中央部から欅平方面を望む(黒薙支線のトンネルが左に見える)

## 駅周辺

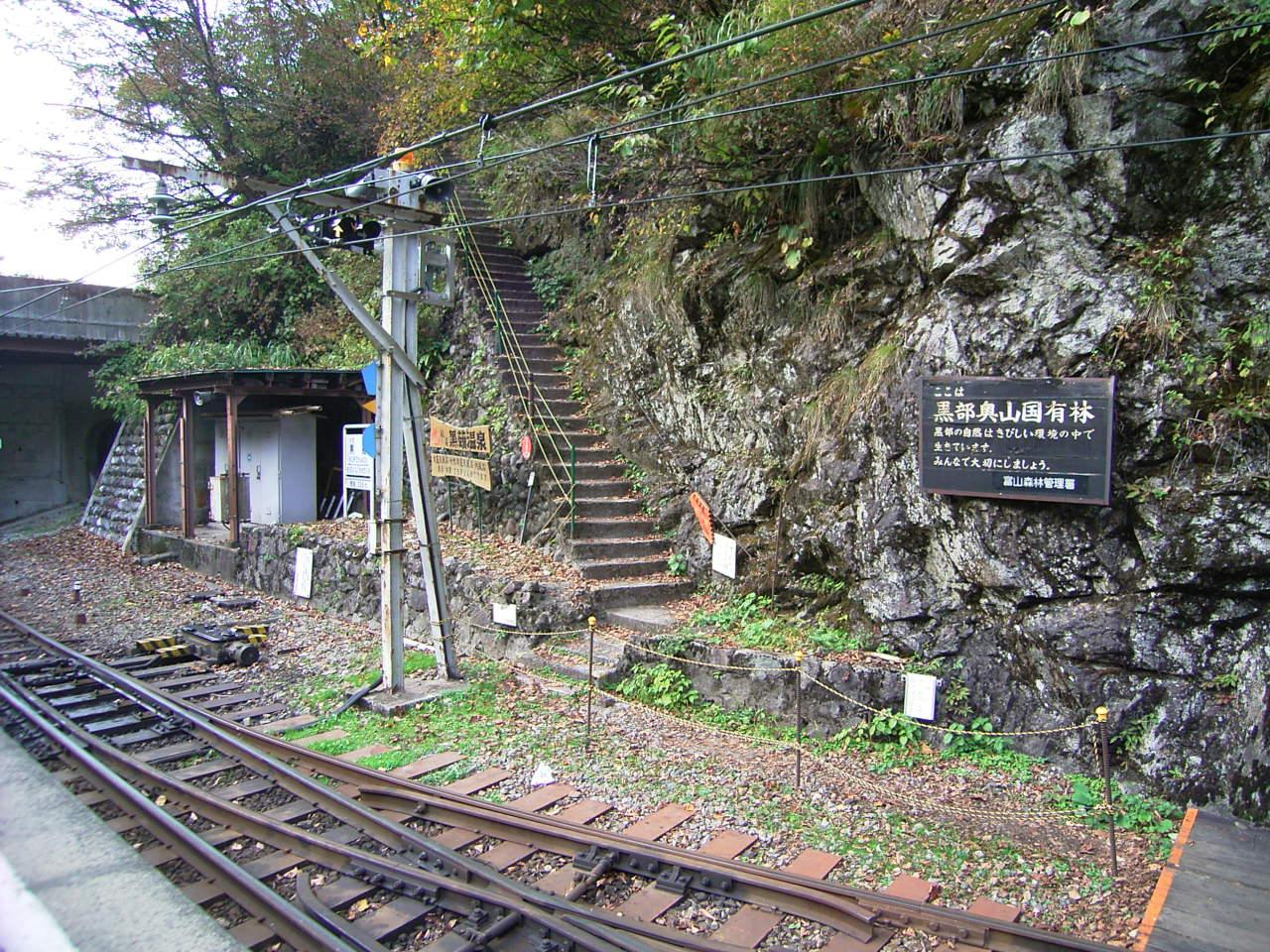
黒薙温泉への階段

- 黒薙温泉

## 隣の駅
黒部峡谷鉄道
■本線
関西電力専用列車
森石駅 - 黒薙駅 - 笹平駅
旅客列車
宇奈月駅 - 黒薙駅 - 鐘釣駅
関西電力黒部専用鉄道
黒薙支線
関西電力専用列車
黒薙駅 - 二見